# Paralephana barnsi
Paralephana barnsi är en fjärilsart som beskrevs av M.Gaede 1939. Paralephana barnsi ingår i släktet Paralephana och familjen nattflyn. Inga underarter finns listade i Catalogue of Life.